# Fritta
Fritta (via franskans, fritte och italienskans fritta = glasmassa, från latin fricta, p.pf. i femininum singularis av frigere, "rosta", "steka" - jämför "fritering" och "frityr") är en massa huvudsakligen tillverkad av glasämnen.
Frittan består av sand och soda, olika leror, kalk, krita samt tillsatser av alun och såpa. 
Massan smälts och avkyls därefter hastigt och spricker till ett kornigt pulver. Fritta är bland annat en viktig beståndsdel i frittporslin.
Fritta, vanligen av borsilikatglas, sintras för tillverkning av porösa glasfilter som används vid filtering av vätskor och gaser.